# 류여해
류여해(柳汝諧, 1973년 8월 1일 ~ ,  경상남도 진해시)는 수원대학교 겸임교수이며 전 자유한국당 최고위원이다.

## 생애

### 법학자
관동대 법학 입학 건국대학교 (편입)충주캠퍼스를 졸업하고 이화여자대학교에서 석사 학위를 받았다. 이후 독일 예나 대학교에서 석사와 박사 학위를 받았다. 대한민국 귀국 이후 대한민국 대법원 재판연구관으로 일하며 법리 해석, 해외 사례 연구 등을 통해 대법관들의 판결을 도왔다. 국회 법제실로 자리를 옮겨 법제관으로 근무하여 입법에 관한 법제업무 경험을 쌓았다. 소년정책학회 이사, 대한 흉부심장혈관외과 의사회 법제이사로 재임 중이며 교정학회, 형사법학회, 형사정책학회, 비교형사법학회 회원으로 활동하고 있다.

### 정치 경력
자유한국당 전당대회에서 2위를 얻어 최고위원직을 맡게 되었다. 류 최고위원은 무대에 올라 태극기를 흔들고 하이힐을 벗어던지면서 "우리는 전투 하나에 졌을 뿐입니다. 여자는 가만히 앉아있거나, 조용히 앉아있거나, 이쁜 척하는 것이 아니라, 저 신발 벗고, 신발 벗고 뛸 것입니다! 구두 안 신습니다! 머리 필요 없습니다! 화장 필요 없습니다!"라고 외치는 모습으로 주목받았다. 지도부에 들어간 이후로는 문재인 대통령에게 무제한 공개토론을 제안하였고 탄핵을 언급하기도 했으나, 홍준표 대표는 "오버액션 말라"며 선을 그었다. 2017년 12월 17일 당무감사 결과, 류 최고위원은 53.86점을 받아 커트라인인 55점에 못 미쳤고, 이에 따라 서울 서초구 을 당협위원장 지위도 박탈당했다. 이후 홍준표 대표를 비판하는 발언을 했고 제명되었으며, 류 전 최고위원은 홍 대표를 상대로 성추행과 모욕을 당했다며 1억 원의 손해배상을 청구하였다. 대법원 3부(주심 이동원 재판관)는 2020년 4월 29일 홍 전 대표를 상대로 총 3천100만원을 지급하라며 낸 손해배상 청구 소송 상고심에서 600만원의 배상책임을 인정한 원심을 확정했다. 자유한국당을 탈당해 대구 수성갑에서 무소속으로 당선된 홍준표에 대해 "600만원을 내놓으시라"고 말했다가 홍준표가 비대위에 대해 찬성했다가 반대로 돌아선 직후 "정계은퇴하면 돈을 받지 않고 은퇴 위로금으로 준셈치겠다"고 말했다.
한편 류여해는 자유한국당 입당 이후 유튜브의 필요성을 적극적으로 주장한 것으로 알려져 있으며, 2017년 3월부터 '류여해의 적반하장' 채널을 만들어 진행했다. 제명 직전인 2017년 11월부터는 민경욱 · 전희경 의원이 '오른소리' 방송을 이어갔다.

## 학력
- 구로초등학교
- 영림중학교
- 동덕여자고등학교
- 관동대학교 법학
- 건국대학교 충주캠퍼스 (편입) 법학 학사
- 이화여자대학교 대학원 법학 석사
- 예나 대학교 대학원 형사법 석사
- 예나 대학교 대학원 형사법 박사

## 경력
- 대법원 재판연구관
- 국회사무처 법제실 법제관
- 한국사법교육원 교수
- 수원대학교 법학과 겸임교수
- 자유한국당 윤리위원
- 자유한국당 수석부대변인
- 방송통신심의위원회 2017년 재보궐선거 선거방송심의위원회 위원
- 방송통신심의위원회 2017년 제19대 대통령선거 선거방송심의위원회 위원
- 자유한국당 서울시당 서초갑 당협위원장
- 2017년 7월 ~ 2017년 12월 : 자유한국당 최고위원
- 2018년 1월 ~ : 법무법인 해 수석상임고문
- 유영하 대구광역시장 예비후보 공동선거대책본부장

## 다수 논문 및 저서
- 독일과 한국의 로마규약 이행법률에 대한 비교[6]
- 의료교도소의 필요성과 대책방안(인권을 중심으로)[7]
- 독일의 교정현황에 대한 소고[8]
- 외국인범죄자의 교정처우 문제점과 개선방안[9]
- 범인식별절차의 한계성(용의자 처우)[10]
- 여성수용자의 처우에 관한 새로운 패러다임[11]
- 교정시설에서의 성범죄자 재범방지 프로그램에 관한 연구[12]
- 소년법상 소년사건처리에 관하여[13]
- 게임 셧다운제의 도입에 관한 고찰[14]
- 동물보호법의 형법적 고찰[15]
- 의료사고 피해구제 및 의료분쟁 조정제도 연구[16]
- 생활법률의 이해[17]
- 당신을 위한 법은 없다[18]
- 그녀는 모른다[19]

## 그 외 약력
- 마로니에 백일장 장원
- 경희대 주최 문예현상모집 장원
- 이화여자 대학교 50주년 기념 영상물 제작, 감독(출처 필요, 이화여대 1886년 창립, 50주년 기념영상 감독?)
- 네덜란드 국제형사 재판소 국제세미나 발표자

## 관련 기사
- 연합뉴스: <신간> 당신을 위한 법은 없다[20]
- 경향신문: <책과 삶>고민 없는 입법과 상식이 무너진 대한민국 법체계를 고발하다[21]
- 서울신문: 부실 투성이 대한민국 법, 까발리다[22]
- 내일신문: 기득권자 보호하는 사법불균형 심각[깨진 링크(과거 내용 찾기)][23]
- 한국일보: <읽어보세요> 고민없이 지르는 국회 법안 발의의 폐해[24]
- 인터넷 법률신문: 교정시설 수용인원 줄고 사고는 더 늘어[깨진 링크(과거 내용 찾기)][25]
- 광주일보: 원칙과 상식이 파괴된 대한민국 법, 불편한 진실[26]